# Констанца д’Авалос
Констанца д’Авалос (1460 — ок. 1541) — итальянская сеньора из дома д'Авалос, графиня Ачерры с 1477, принцесса ди Франкавилла.

## Биография
Дочь Иньиго I д'Авалоса, графа ди Монтеодоризио, и Антонеллы д'Аквино. В 1477 вышла замуж за Федериго дель Бальцо (ум. 1483), графа Ачерры, сына и наследника Пирро дель Бальцо, герцога Андрии. Детей в этом браке не было. Констанца унаследовала от мужа графство Ачерра.
В 1501 брат Констанцы Иньиго II д'Авалос получил от короля Федериго II Неаполитанского герцогство Франкавилла. Констанца переехала к нему на Искью. Иньиго умер в 1503 во время войны с французами, и Констанца возглавила оборону острова, блокированного флотом из 40 галер. После четырех месяцев борьбы французы были вынуждены снять осаду. Победа сделала Констанцу одной из самых знаменитых женщин своего времени. Итальянские поэты воспели её доблесть в своих стихах. В 1516 Карл V, утвердив за Констанцей владение Монтескальозо, специально отметил её заслуги на службе прежним королям Неаполя и оборону Искьи.
В последующие годы занималась воспитанием племянников: Альфонсо д'Авалоса, сына Иньиго II, ставшего впоследствии губернатором Милана, и Виттории Колонна, на формирование литературного вкуса которой оказала значительное влияние.
Умерла около 1541, после получения титула княгини Франкавиллы.
Констанцу называли в числе возможных моделей Джоконды (основываясь на строчках сонета Энеа Арпино).